# Morris Goodman
Morris Goodman (1925 – 14 de noviembre de 2010, Michigan) fue un científico estadounidense conocido por su trabajo en la evolución molecular y la sistemática molecular. Goodman fue un profesor distinguido del Centro de Medicina y Genética Molecular de la Escuela de Medicina de la Universidad Estatal Wayne, editor en jefe de la revista Molecular Phylogenetics and Evolution, y miembro de la sección de antropología de Academia Nacional de Ciencias de Estados Unidos.
Goodman es famoso en la biología por haber sido el científico que demostró que los humanos están cercanamente emparentados con los chimpancés y gorilas. Mucho más de los que los científicos lo aceptaban a mediados del siglo XX. Como resultado de sus trabajos en biología molecular los chimpancés, gorilas y orangutanes pasaron a integrar la familia Hominidae, dejando la familia Pongidae como un taxón parafilético.

## Vida y obra

### Primeros trabajos
Goodman creció en Milwaukee, Wisconsin, y pasó muchos años en Detroit, Michigan como el único miembro de la Universidad Estatal de Wayne en la Academia Nacional de Ciencias hasta su muerte el 14 de noviembre de 2010. Después de la preparatoria, él asistió a la Universidad de Wisconsin-Madison por un año, entonces en 1943 entró a la fuerza aérea, donde sirvió como piloto por el resto de la Segunda Guerra Mundial. Se casó en 1946 poco después de su regreso a la universidad. Goodman se interesó en la ciencia después de un curso de anatomía comparada; el profesor Harold Wolfe, lo reclutó como profesor asistente. Goodman se graduó como zoólogo y bioquímico. Continuó en Wisconsin por su maestría y su doctorado bajo Wolfe. Al terminar su tesis sobre las reacciones de precipitación de antígenos-anticuerpos, fue a Caltech para un trabajo postdoctoral.
Trabajando con el doctor Dan Campbell en Caltech (dentro de la División de Química encabezada por Linus Pauling), Goodman trabajó en las propiedades inmunológicas de las hemoglobinas, incluyendo las diferencias entre la hemoglobina normal y las de las células falciformes.

### Aportes a la Biología Evolutiva
Goodman se interesó en los problemas evolutivos entre 1957 y 1958. Después de un período de investigación en la Universidad de Illinois Medical School y del Instituto de Investigación del Cáncer de Detroit, se embarcó con su amigo Wilson Morris en el estudio del grado de variabilidad de las proteínas expresadas tardía y tempranamente en el desarrollo.
En 1961, Goodman presentó sus resultados en el campo de la inmunología comparada, particularmente sobre la relación evolutiva entre los primates, que era de particular interés para los biólogos evolutivos. Goodman presentó sus ideas a la Academia de Ciencias de Nueva York la Fundación para la Investigación Antroplógica Wenner-Gren.
Goodman se aproximó al problema de la relación entre el hombre y los grandes simios desde una perspectiva molecular. Este enfoque también fue seguido por Emile Zuckerkandl y Harold Klinger, y se enfrentaron a los tres grandes "artifices" de la síntesis moderna: Ernst Mayr, George Gaylord Simpson, y Theodosius Dobzhansky. Durante los primeros años de la evolución molecular los biólogos evolutivos tradicionales se mostraban tanto interesados y preocupados por el adveminiento de las técnicas moleculares a la biología evolutiva; Simpson luego se referiría a Goodman como un "viejo amigo antagonista".
Durante la década de los 60 y 70 del siglo XX Goodman continuó su trabajo sobre evolución basado en la serología. En la década de los 70 inició el uso de los datos de las secuencias de proteínas para su trabajo de taxonomía molecular.
En el año 1962, se celebró en un castillo austriaco una reunión organizada por la Fundación Wenner Gren sobre evolución y clasificación humana. En esta reunión Morris Goodman, Emile Zuckerkandl y Harold Klinger presentaron tres trabajos de investigación independientes que demostraban el gran parentesco evolutivo entre los chimpancés, los gorilas y la especie humana. Un estudio cotejaba cromosomas, otro hemoglobinas y el de Morris Goodman, proteínas de la sangre.
Los resultados de estos tres trabajos apuntaban a que los humanos pertenecen de lleno al grupo de los grandes simios africanos. Somos simios africanos. En otras palabras, los humanos están más emparentados con chimpancés y gorilas de lo que estos lo están con los orangutanes asiáticos.
Antes del advenimiento de las técnicas moleculares a la biología evolutiva se creía que los grandes simios (chimpancés, gorilas y orangutanes) formaban un grupo evolutivo propio (el de los póngidos) y que los humanos pertenecían a otro (el de los homínidos). El antepasado común del grupo de los grandes simios y del ser humano debía ser muy antiguo. Eso distanciaba a los humanos de los antropomorfos, que aparecían como parientes lejanos.
En un artículo de 1975 en la revista Nature Goodman y sus colaboradores usaron la secuencia de aminoácidos de la hemoglobina para reconstruir la historia evolutiva de esta proteína (incluyendo posibles secuencias ancestrales) además del análisis de cuales sitios en este complejo proteínico han evolucionado y en que etapas. Goodman llamó a los resultados de este trabajo "la primera evidencía fuerte de la evolución darwiniana". En 1982, en otro artículo de la revista Nature, Goodman hizo lo mismo para las secuencias de nucleótidos de los genes de la homoglobina.
Goodman murió de 86 años, mostrándose activo en ciencias a pesar de su edad. Murió el 14 de noviembre de 2010 en su casa en Detroit.